# Franz Rogowski
Franz Rogowski, född 2 februari 1986 i Freiburg im Breisgau, Baden-Württemberg, är en tysk skådespelare.
Rogowski har bland annat medverkat i filmerna Victoria, Kärlek & avund samt Disco Boy.

## Filmografi (i urval)
- 2015 – Victoria
- 2023 – Kärlek & avund
- 2023 – Disco Boy